# رودولف بيزديك
رودولف بيزديك (مواليد 12 فبراير 1916) هو ملاكم تشيكوسلوفاكي، مثّل بلاده في الألعاب الأولمبية الصيفية 1936.

## روابط خارجية
رودولف بيزديك على موقع أوليمبيديا (الإنجليزية)
- رودولف بيزديك على موقع اللجنة الأولمبية التشيكية (التشيكية)